# Xanthopimpla pusilla
Xanthopimpla pusilla là một loài tò vò trong họ Ichneumonidae.